# Belcastel-et-Buc
Belcastel-et-Buc ist eine französische Gemeinde im Département Aude in der Region Okzitanien (vor 2016 Languedoc-Roussillon). Sie gehört zum Arrondissement Limoux und zum Kanton La Région Limouxine.
Nachbargemeinden sind Saint-Hilaire im Norden, Caunette-sur-Lauquet im Nordosten, Villardebelle im Osten, Missègre im Südosten, Terroles im Süden, Saint-Polycarpe im Westen und Villebazy im Nordwesten.

## Bevölkerungsentwicklung
| Jahr      | 1962 | 1968 | 1975 | 1982 | 1990 | 1999 | 2008 | 2019 |
| --------- | ---- | ---- | ---- | ---- | ---- | ---- | ---- | ---- |
| Einwohner | 69   | 55   | 61   | 63   | 62   | 58   | 68   | 60   |

## Sehenswürdigkeiten

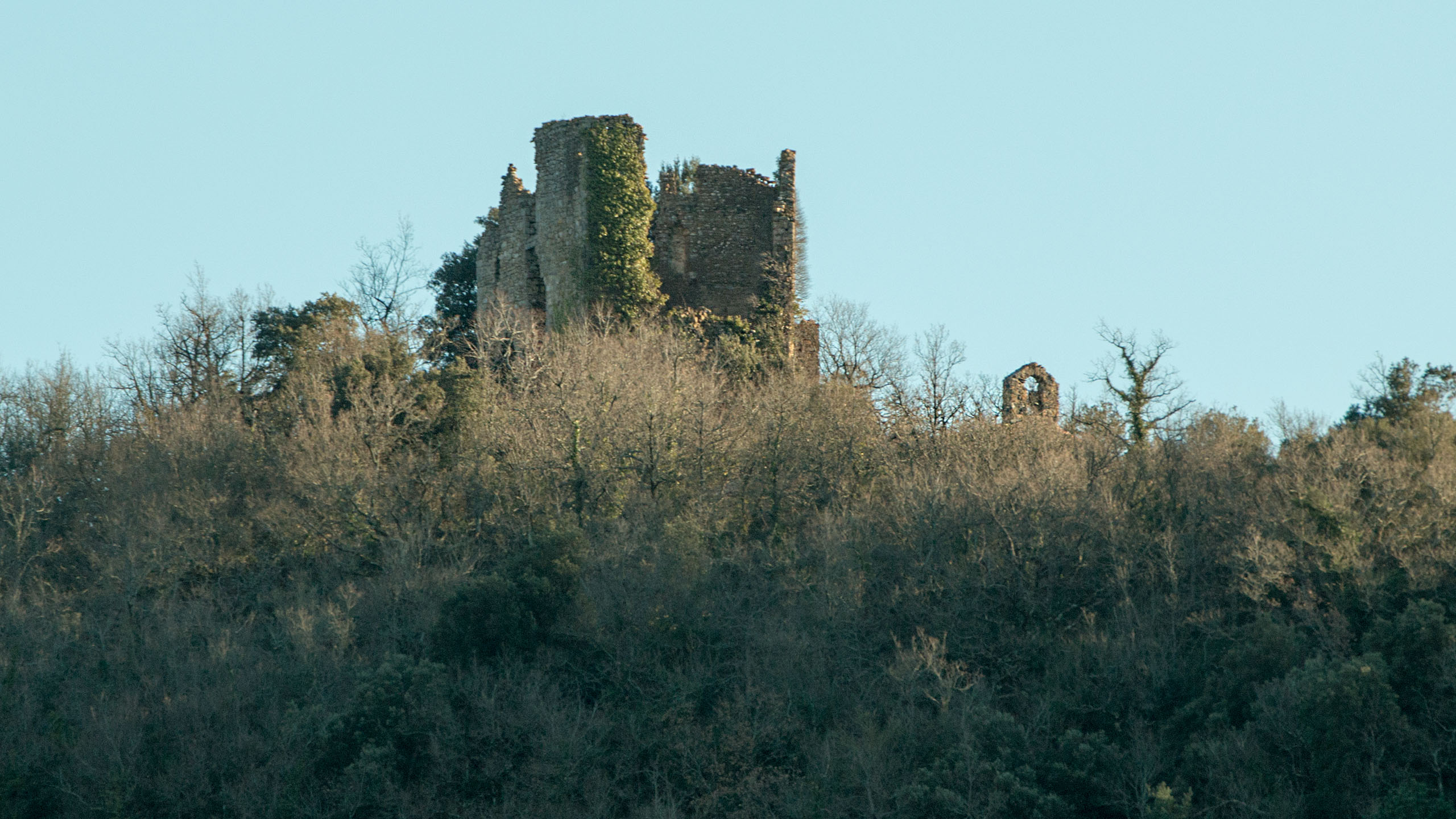
Burgruine

- Kirche Notre-Dame in Buc
- Burgruine